# Карадениз, Харун
Харун Карадениз (тур. Harun Karadeniz, 1942, Гиресун — 15 августа 1975, Стамбул) — турецкий активист, один из студенческих лидеров Турции в 1960-х годах, председатель студенческого союза стамбульского Технического университета.

## Биография
Вместе с другими видными студенческими лидерами, такими как Дениз Гезмиш, был одним из организаторов протеста против прибытия в Турцию Шестого флота США в 1968 году и войны во Вьетнаме.
Харун Карадениз заболел раком, когда находился в заключении после военного переворота в Турции в 1971 году. Ему оказывали медицинскую помощь во время тюремного заключения, что привело к распространению заболевания. Несмотря на лечение в Лондоне, Карадениз умер 15 августа 1975 года в возрасте 33 лет.